# Володар перснів: Повернення короля
«Володар перснів: Повернення короля» (англ. «The Lord of the Rings: The Return of the King») — пригодницько-фентезійний фільм 2003 року, режисера Пітера Джексона. Заснований на книзі Дж. Р. Р. Толкіна «Повернення короля». Це третій фільм із кінотрилогії «Володар перснів», першим був «Хранителі Персня» (2001), другим «Дві вежі» (2002).
У завершальній частині кінотрилогії розповідається про завершення Третьої Епохи Середзем'я і початок Четвертої. Саурон збирає усі сили, щоб завдати останній удар і перемогти народи Середзем'я. Війська Мордору стягуються до столиці Ґондору, міста Мінас Тірит. Ґандальф та Теоден ведуть війська Рогану на допомогу, а Араґорн, який готовий стати королем, залучається підтримкою армії привидів. Проте навіть усіх цих сил недостатньо, щоб здолати Мордор, а тому останню надію покладають на гобіта Фродо, який проникає у землі ворога, щоб знищити Перстень Всевладдя і звільнити Середзем'я від зла.
Вийшовши 16 грудня 2003 року, «Володар перснів: Повернення короля» став найуспішнішим фільмом усіх часів у касовому прокаті. Він заробив понад 1.120 мільярда доларів у всьому світі й нині займає 18-ту позначку у списку найвидатніших фільмів усіх часів, а також є найвидатнішою стрічкою 2003 року. На 76-церемонії фільм отримав всі 11 премій «Оскар» на які був номінований, в тому числі «за найкращий фільм» та «за найкращу режисерську роботу». Це є рекорд для одного фільму, стільки ж нагород отримав тільки «Бен-Гур» (1959) і «Титанік» (1997).
Станом на 1 березня 2024 року фільм займає 7-у позицію у списку 250 найкращих фільмів за версією IMDb.

## Сюжет
Фільм починається сценою, де Смеаґол (в майбутньому Ґолум) та Деаґол знаходять Перстень під час риболовлі. Хоча підійняв його з дна Деаґол, Смеаґол хоче його собі. Смеаґол вбиває Деаґола і забирає Перстень собі, після чого його зрікаються, і він іде до печер. Ґолум приводить Фродо і Сема до вежі мертвих Мінас-Морґул, біля якої починається таємний шлях у Мордор. Араґорн, Ґандальф, Ґімлі, Леґолас, Теоден і Еомер прибувають в Ісенґард, де зустрічають Меррі, Піппіна та Деревоборода, а також дізнаються, що Саруман втратив свою силу. Піппін знаходить палантир і, після повернення в Едорас і святкування перемоги, таємно дивиться в нього. Він випадково дізнається про плани ворога напасти на Мінас-Тіріт і Ґандальф разом з ним вирушає туди. Арвен бачить видіння її та Араґорнового сина і повертається до батька в Рівенділ, де просить його відновити меч Нарсіл, яким зрубали Перстень Всевладдя з руки Саурона. Вона стає смертною і від результату війни залежить, буде вона жити чи ні.
Ґандальф та Піппін прибувають у Мінас-Тіріт, де Піппін потрапляє на службу до намісника Ґондору Денетора, батька Боромира і Фарамира. Король-Чаклун та Ґотмоґ починають виступ армії орків, а в цей час Фродо, Сем і Ґолум розпочинають підйом. Піппін і Ґандальф бачать промінь, що йде з башти Мінас-Морґул, і здогадуються про початок наступу армій Мордору. Оркам вдається захопити Осґіліат. Піппін запалює сигнальний вогонь і армія Рогану збирається в Дунгарроу перед походом на допомогу Ґондору. Сюди прибуває Елронд з оновленим мечем Андурілом для Араґорна. Після цього Араґорн, Ґімлі і Леґолас йдуть Шляхом Мертвих, щоб отримати підтримку проклятої армії привидів і перемогти піратів Умбару. Меррі та Еовін вирушають на війну разом з Теоденовим військом, але таємно.
Починається облога Мінас-Тіріта. Місто атаковане орками, тролями, назґулами і бойовими механізмами, серед яких і величезний таран Ґронд у формі голови вовка. Денетор вважає, що Фарамир помер і хоче спалити його і себе, але Ґандальф і Піппін не дають йому це зробити. Сам намісник гине. Ґолум підставляє Сема і Фродо проганяє його. Далі гобіт потрапляє до печери велетенської павучихи Шелоб, яка його отруює, але її перемагає Сем, що все ж повернувся. Він гадає, що Фродо мертвий і забирає Перстень та Жало. Та тіло Фродо знаходять орки, говорять про те як Шелоб їсть і несуть у свою башту. Це почув Сем, обзиває себе дурнем і слідує за ними. Орки захоплюють столицю Ґондора, але на допомогу прибувають рогірими з Теоденом. На підмогу ж оркам надходять південні армії Гараду з мумаками (слонами). Теоден вступає у сутичку з Королем-Чаклуном і гине під вагою свого коня, а його супротивника вбивають Еовін та Меррі. З води прибувають кораблі піратів, захоплені Араґорном і армія привидів винищує всі сили ворогів. Після цього Араґорн знімає з них прокляття і відпускає.
У башті відбувається бій за мітрильну кольчугу Фродо і майже всі тут винищені, тому Сем легко знаходить Фродо. Вони вирушають до Ородруїну, одягнувшись в обладунки гоблінів. Але між Фродо і вулканом величезна армія Саурона, тому Араґорн вигадує план як виманити її звідти. Починається похід до Чорної Брами і армія Середзем'я потрапляє в оточення ворогів. Зав'язується бій. Фродо і Сем потрапляють на схил Ородруїну, але їх атакує Ґолум. Їм вдається відбитись і потрапити всередину, але Перстень бере гору над Фродо. Він не хоче його знищувати і одягає. Голум починає з ним поєдинок і падає разом з Перснем у магму. Фродо з Семом тікають з жерла, але вже починається виверження. Араґорн вступає у бій з тролем, але починає програвати. На допомогу арміям людей приходять орли. Вони також забирають гобітів з Мордору. Армія ворогів і Саурон знищені. Барад-Дур розвалюється, а земля на плато Ґорґорот просідає під усіма силами Мордору.
Всі повертаються у Мінас-Тірит, де проходить коронація Араґорна і його возз'єднання з Арвен. Гобіти повертаються у Шир, де Сем одружується з Розою Коттон, а Фродо завершує книгу Більбо. Через деякий час Фродо, Більбо, Ґандальф, Елронд, Кірдан, Ґаладріель і Келеборн їдуть у Сірі Гавані, де покидають Середзем'я і пливуть у Невмирущі Землі. Сем, Меррі і Піппін повертаються додому. Сем зустрічає свою дружину і дітей, він говорить: «Ну ось я і вдома».

## У ролях
- Фродо Торбин — Елайджа Вуд: гобіт, який прямує у Мордор, до гори Ородруїн, щоб знищити в ній Перстень Всевладдя і покласти край навалі Саурона. Проте Перстень продовжує мучити його і наприкінці, майже досягнувши мети, він опиняється повністю під владою Персня. Він дописує книгу свого дядька Більбо, а потім вирушає у Невмирущі Землі, залишаючи недописаний твір завершувати Сему.
- Семвайз Ґемджі — Шон Астін: гобіт, найкращий друг і садівник Фродо, який іде з ним до кінця і підтримує у тяжкі миті.
- Араґорн — Вігго Мортенсен: дунедайн-спадкоємець трону Ґондора і нащадок Еленділа, який стає королем країни.
- Ґандальф Білий — Ієн Маккеллен: мудрий чарівник, який бере на себе командування обороною Мінас-Тіриту. Хранитель Персня Вогню Нар'я. Після закінчення Третьої Епохи, він вирушає у Невмирущі Землі Валінору.
- Меріадок Брендіцап — Домінік Монаган: гобіт, який приєднався до військ Рогану і брав участь у найважливіших битвах кінця Третьої Епохи Середзем'я. Разом з Еовін знищив короля-привида з Ангмару. Найкращий друг Піппіна.
- Переґрін Тук — Біллі Бойд: гобіт, найкращий друг Меррі. Дивився у палантир. Вступив у війська Ґондору. Також брав участь у найважливіших битвах кінця Третьої Епохи Середзем'я. Врятував Фарамира від смерті.
- Фарамир — Девід Венгем: ґондорський капітан, що захищав Осґіліат, син намісника Денетора і брат Боромира. Після перемоги над Сауроном одружився з Еовін.
- Леґолас — Орландо Блум: ельф з Лихолісся, син короля Трандуїла, який дуже добре володів луком. Став найкращим другом Ґімлі.
- Ґімлі та Деревобород — Джон Ріс-Девіс: Ґімлі — войовничий Гном, найкращий друг Леґоласа, з яким він постійно влаштовує різні змагання. Деревобород — головний ент з Фанґорну, який захопив Ісенґард.
- Теоден — Бернард Гілл: король Рогану, який гине у битві на Пеленорських полях.
- Еомер — Карл Урбан: небіж Теодена, брат Еовін і командуючий військами Рогану.
- Еовін — Міранда Отто: сестра Еомера, принцеса Рогану, яка закохалась у Фарамира.
- Ельронд — Г'юго Вівінг: напівельф, володар Рівендолу, батько Арвен, який після закінчення Третьої Епохи Середзем'я відплив у Валінор.
- Ґаладріель — Кейт Бланшетт: чаклунка, володарка ельфів Лотрієну, яка була хранителькою Персня Води Нен'я. Також відплила у Валінор.
- Арвен — Лів Тайлер: донька Ельронда, ельфа, яка відмовилась від безсмертя і стала дружиною короля Араґорна.
- Ґолум та король-привид з Ангмару — Енді Серкіс: колишній гобіт і власник Персня Всевладдя, який прагне його повернути. Загинув, впавши разом з Перснем у магму.
- Ґотмоґ — Крейг Паркер, Лоуренс Макоаре: скалічений орк, командуючий військами Мордору. Убитий Араґорном і Ґімлі.
- Ґамлінґ — Брюс Хопкінс: рогірим, помічник Теодена.
- Мадріл — Джон Бах: замісник Фарамира, воїн Ґондору. Убитий Ґотмоґом.
- Розі Коттон — Сара МакЛеод: гобіт, дружина Сема Ґемджі.
- Більбо Торбин — Ієн Голм: гобіт, колишній власник Персня Всевладдя, якому ельфи дозволили відплисти у Невмирущі Землі.
- Деаґол — Томас Робінс: приятель Смеаґола, який знайшов у ріці Перстень, але був убитий другом, і знахідка перейшла до того.
- Денетор — Джон Ноубл: намісник Ґондору, який збожеволів через смерть сина і прагнув спалити себе і другого сина в усипальниці у Мінас-Тіріті.
- Король-привид Анґмару — Лоуренс Макоаре: назґул, командуючий військами Мордору, який поранив Фродо на руїнах башти Амон Сул. Прагнув знищити Ґандальфа власноручно.
- Король привидів — Пол Норелл: король привидів зрадників, що жили у Горі. Задля звільнення від прокляття погодився допомогти Араґорну перемогти орків.
- Боромир — Шон Бін: старший син намісника Ґондора Денетора.
- Саруман — Крістофер Лі: чаклун, володар Ісенґарду, убитий Ґрімою.
- Ґріма Гадючий Язик — Бред Дуріф: зрадник Рогану, який прислужував Саруману, а потім його вбив. Убитий Леґоласом в Ісенґарді.
- Келеборн — Мартон Чокаш: чоловік Ґаладріель
- Посланець Саурона — Брюс Спенс: речник Саурона, який розмовляв з Араґорном біля Чорної Брами, і був ним убитий.

## Українське багатоголосе закадрове озвучення та дубляж

### Дубляж студії Так Треба Продакшн на замовлення vod-платформи sweet.tv
Фільм дубльовано українською мовою студією «Так Треба Продакшн» на замовлення національного онлайн-кінотеатру «sweet.tv» у 2020 році.
- Режисери дубляжу — Наталя Надірадзе, Олена Бліннікова
- Звукорежисери запису — Андрій Єршов, Дмитро Бойко
- Звукорежисер постпродакшину — Сергій Ваніфатьєв

Ролі дублювали: Андрій Федінчик, Анна Соболєва, Богдан Крепак, Борис Георгієвський, Вікторія Левченко, Володимир Терещук, Дмитро Терещук, Єва Головко, Андрій Альохін, Євген Локтіонов, Євген Пашин, Ігор Журбенко, Кирило Татарченко, Лесь Задніпровський, Михайло Войчук, Михайло Жонін, Наталя Поліщук, Олег Стальчук, Олександр Шевчук, Павло Лі, Павло Скороходько, Сергій Гудько, Юрій Горбунов, та Юрій Коваленко.

### Багатоголосе закадрове озвучення студії 1+1 на замовлення телеканалу 1+1
Фільм озвучено українською мовою студією «1+1» на замовлення телеканалу 1+1.
Ролі озвучили: Інна Капінос, Євген Нищук, Олександр Ігнатуша.

### Багатоголосе закадрове озвучення студії Так Треба Продакшн на замовлення телеканалу ICTV/Новий канал
Фільм озвучено українською мовою студією «Так Треба Продакшн» на замовлення телеканалу ICTV/Новий канал.
Ролі озвучили: Юрій Гребельник, Дмитро Гаврилов, Дмитро Терещук та інші.

## Вирізані сцени
З відзнятого матеріалу вилучено деякі сцени, які не впливають на зміст фільму в цілому, або на повороти сюжетних ліній. Кілька з них увійшло у «Доповнене видання» стрічки, яке вийшло 14 грудня 2004 року. Ті ж сцени, що не увійшли й сюди будуть долучені у «Закінчене видання», про яке повідомляв навесні 2005 року Пітер Джексон. Деякі сцени також замінено на інші через зміни у сценарії фільму, а тому не будуть входити і у «Закінчене видання».
Нижче представлені сцени, яких немає або вони скорочені у театральній версії стрічки:
- Смеаґол довше б'ється з Деаґолом (входить і у «Доповнене видання»);
- Розмова гобітів довша. Після прибуття в Ісенґард Ґандальфа, Араґорна, Леґоласа, Ґімлі і Теодена, на верхівці башти Ортганку з'являється Саруман. Він питає у Теодена про перемир'я, але той злий на чаклуна за його злочини проти Рогану. Тоді він питає у Ґандальфа, чи не треба тому ключів від башт Ортганку і Барад-Дуру в Мордорі, а також дорікає за відправлення до Ородруїну непідготовлених гобітів та говорить про недовіру до спадкоємця трону Ґондора. Ґандальф каже, що йому потрібна лише інформація. Ґімлі ж пропонує вбити Сарумана. Саруман натомість показує палантир і атакує Ґандальфа вогняним потоком, який той відбиває і знищує жезл чаклуна. З'являється Ґріма і Теоден кличе його донизу, говорячи, що він вільний рогірим. Проте Саруман не дозволяє йому цього зробити і б'є. Ображений Ґріма дістає ножа і вбиває Сарумана, а сам гине від стріли Леґоласа. Саруман падає вниз і настромлюється на шпичак водяного колеса, разом з яким йде під воду (входить і в «Доповнене видання»);
- Саруман каже, що це Ґріма отруїв Теодреда (сина Теодена), і тому він помер (є лише у «Закінченому виданні»);
- На святкуванні перемоги в Едорасі Ґімлі змагається з Леґоласом на кількість випитих пивних кухлів і програє. А Ґандальф і Піппін обмінюються недоброзичливими поглядами через палантир (входить і в «Доповнене видання»);
- Уночі Араґорн проходить через залу, де спить Еовін і випадково її будить, підправляючи ковдру, а вона розповідає йому про сон з хвилею, проваллям і яскравим світлом (входить і в «Доповнене видання»);
- Меррі говорить Араґорну, що вони завжди були друзями з Піппіном і він завжди витягав того з біди (входить і в «Доповнене видання»);
- Ельронд говорить Арвен, що її лишила доля ельфів і він більше не може її захистити, він йде (є лише у «Закінченому виданні»);
- Піппін пояснює і описує загибель Боромира наміснику, а той довше сперечається з магом. Ґандальф розповідає Піппіну, що Біле Дерево зацвіте, коли повернеться справжній король Ґондору. Вони підходять до краю скелі і Ґандальф помічає, що сонце за хмарами, тобто орки можуть спокійно йти на Мінас-Тіріт (входить і у «Доповнене видання»);
- Фродо, Сем і Ґолум йдуть через ліс, де знаходять скульптуру короля Ґондору із заміненою орками головою на каменюку. Голова скульптури лежить на землі і її на мить освітлює сонячний промінь (входить і у «Доповнене видання»);
- Ґандальф курить тютюн Піппіна, який йому не подобається і він починає кашляти. Гобіт приносить йому води (входить і у «Доповнене видання»);
- Ґолум співає про тунель після східців і Сем, схвильований тим, що всередині, попереджає того, щоб нічого не сталося з Фродо (входить і у «Доповнене видання»);
- Фарамир та Мадріл обговорюють оборону Осґіліату, орки вбивають вартового і починається підготовка до захисту міста. Битва за Осґіліат довша (входить і у «Доповнене видання»);
- Меррі присягає Теодену і стає воїном Рогану, а Гімлі невдоволений тим, що знову потрібно їхати на коні (входить і у «Доповнене видання»);
- Фарамир довше говорить з Денетором і той раптом бачить видіння Боромира, якому радіє, але воно зникає і розлючений намісник падає (входить і у «Доповнене видання»);
- Піппін розмовляє з Фарамиром і дізнається, що форма охоронця, яку видали йому, раніше належала Фарамиру (входить і у «Доповнене видання»);
- Еомер здогадується, що Еовін хоче також вирушити на війну і попереджає її, що цього робити не слід (входить і у «Доповнене видання»);
- Йдучи Дорогою Мертвих, Леґолас починає щось відчувати. У самій печері Араґорн, Леґолас і Ґімлі знаходять черепи. Тут навколо них виникає туман, що ніби хоче схопити їх. Привиди не відповідають і зникають. Стіни печери руйнуються і її засипають черепи, проте трійця встигає втекти. Назовні вони бачать піратські судна на річці. Це засмучує Араґорна, але раптом виникає король привидів і повідомляє про згоду (входить і у «Доповнене видання»);
- Каліка Ґотмоґ злізаючи з вовка-варга ледь не падає і один з орків поспішає його підтримати, але він його відганяє (входить і у «Доповнене видання»);
- Оркам не вдається навіть з декількох спроб розбити тараном ворота Мінас-Тіріту і Ґотмоґ наказує вивезти Ґронд, назву якого починають скандувати орки (входить і у «Доповнене видання»);
- Араґорн, Леґолас і Ґімлі зупиняють піратів, які насміхаються над ними. Леґолас хоче вистрілити у борт корабля, але його підбиває Ґімлі і він вбиває боцмана піратів (його грає режисер стрічки Пітер Джексон). З'являються привиди, які проходять через Араґорна і лякають цим піратів, на яких йдуть у наступ (входить і у «Доповнене видання»);
- На привал рогіримів прибуває з розвідки Еомер і каже, що Мінас-Тіріт в облозі. Еовін переживає, її бойовий дух зник, але Меррі нагадує, що це бій заради друзів. Своїми словами він відновлює віру принцеси у перемогу. Рогірими збираються і вирушають на війну (входить і у «Доповнене видання»);

Ґандальф з Піппіном зустрічають Короля-Чаклуна

- Піппін простежує увесь шлях Денетора до усипальниці, куди несуть Фараміра. Він також помічає, що на Білому Дереві з'явилася квітка (входить і у «Доповнене видання»);
- Коли Піппін і Ґандальф прямують до усипальниці, вони зустрічають Короля-привида з Анґмару з вогняним мечем, який атакує їх і знищує жезл мага. Проте, почувши звук бойового рогу Рогану, він лишає гобіта і чарівника (входить і у «Доповнене видання»);
- Битва на Пеленорських полях довша. Ґамлінґ стріляє в оліфанта. Еовін та Меррі б'ються з орками. Еовін також вступає у бій і з Ґотмоґом. Коли він починає перемагати, його вбивають Араґорн і Ґімлі, проте не помічають Еовін. (входить і у «Доповнене видання»);
- На полі бою Піппін знаходить плащ Меррі і починає шукати друга, та знаходить його лише увечері. Еомер знаходить Еовін, що помирає, і дуже сумує, проте її зцілює Араґорн. У лікарні її зустрічає поранений Фарамир (входить і у «Доповнене видання»);
- Бій орків і гоблінів у сторожовій башті довший, а один з орків тікає, прихопивши і сорочку-кольчугу Фродо (входить і у «Доповнене видання»);
- Щоб пройти повз решту вартових, Сем використовує також Світильник Ґаладріелі (є лише у «Закінченому виданні»);
- Араґорн дивиться у палантир, щоб привернути увагу Саурона до повернення спадкоємця Еленділа і показує меч Андріл. Проте він впускає підвіску, подаровану Арвен, і вона розбивається, як і у його сні (входить і у «Доповнене видання»);
- Араґорн збирається перед битвою біля Чорної Брами (є лише у «Закінченому виданні»);
- Фарамір розмовляє з Еовін, доки армії вирушають у Мордор. Похід військ також довший (входить і у «Доповнене видання»);
- Переодягнених в орків Фродо і Сема зустрічає загін орків, що прямує до Чорної Брами. Їм доводиться йти разом з усіма іншими орками, проте Фродо слабне. Коли він падає, то Сем вирішує інсценувати бійку. Доки наглядач продирається через натовп до них, їм вдається сховатися у шатрі. Далі вони йдуть самі і викидають одяг орків. Тепер вони зупиняються і Фродо відпочиває. Сем також бачить промінь, що пробився серед хмар (входить і у «Доповнене видання»);
- До Араґорна виходить посланець Саурона, який віддає його супутникам кольчугу Фродо. Розлютившись, Араґорн вбиває посланця. Виходять орки, які довше оточують армію вільного Середзем'я. Бій довший (входить і у «Доповнене видання»);
- Ґолум душить Фродо і каже, що збрехав, коли обіцяв йому служити (входить і у «Доповнене видання»);
- Саурон виникає у світлій формі маяра і б'ється з Араґорном замість троля. Меррі поранено на очах у Піппіна (є лише у «Закінченому виданні»);
- Фарамір одружується з Еовін (є лише у «Закінченому виданні»);
- Араґорн помирає у 210 років і його ховають (є лише у «Закінченому виданні»);
- Епілог за участі Ґімлі та Леґоласа (є лише у «Закінченому виданні»).

## Відмінності від книги
Історія Смеаґола та Деаґола описана Ґандальфом у першій книзі трилогії Толкіна. Тут же вона показана на початку фільму.
Ґандальф, Араґорн і Теоден прибувають в Ісенґард у третьому фільмі, хоча це відбувається у другій книзі. Тут Сарумана вбиває Ґріма, а його вбиває Леґолас. У книзі це відбувається у Ширі, а Ґріму вбивають гобіти. У кінотрилогії захоплення Ширу людьми Сарумана показане лише у Дзеркалі Ґаладріелі у фільмі Володар Перснів: Братерство Персня, а у книзі воно займає цілий розділ.
У книзі Фарамир бачить сон про Пеленорські поля, а не Еовін, як показано у фільмі.
У книзі сигнальні вогні Ґондора вже запалені, коли Ґандальф везе Піппіна у Мінас-Тіріт. У фільмі ж Піппін запалює перший вогонь. У книзі Теоден отримує стрілу з проханням про допомогу, і тоді вирушає.
В книзі говорилось, що Піппін потоваришував з ґондорським воїном Береґондом та його сином Берґілом, але у фільмі цих персонажів немає. Хоча за книгою Береґонд допомагає Піппіну і Ґандальфу врятувати Фарамира від Денетора, а Берґіл бігає до травника, щоб дістати зілля, яке потрібне Араґорну для зцілення Еовін. Також немає старої лікарки, яка й посилає хлопця за зіллям саме до травника.
Араґорн, Ґімлі та Леґолас не відвідують Дунгарроу, а відразу їдуть з ельфами (синами Ельронда та їх воїнами) у Дімголт, а звідти до Чорного каменю, де збирають війська привидів. У книзі привиди знищують тільки піратів і Араґорн їх звільняє, а у фільмі привиди також допомагають перемогти армію Мордора коло Мінас-Тіріту. Меч Андріл Араґорн отримує лише у третьому фільмі, у той час, як його перековують вже у першій книзі.
У фільмі не зображено зустрічі рогіримів з лісовими дикунами, які вказали короткий шлях у Ґондор.
У книзі Фарамир не вирушає вдруге на Осґіліат. Під час спалення Денетор не падає зі скелі.
Толкін також не так зображував короля-привида з Ангмару (у книзі він також користується конем, окрім летючого звіра), і той не знищував жезла Ґандальфа. Обороною Мінас-Тіріту керує лише маг, у той час, як у книзі є ще командувачі армією. Денетор не віддає командування, як у фільмі, а лише відмовляється залишати палац. Араґорн привозить на кораблях піратів війська людей, звільнених у Пеларґірі (сини Ельронда, а також північні слідопити на чолі з Галбарадом прибувають до Гельмової западини після перемоги Рогану і привозять Араґорну прапор Еленділа). Коли Еовін вбиває крилатого звіра назґула у книзі, його тіло перетворюється на попіл, а у фільмі лишається цілим. Перед смертю Теоден розмовляє з Меррі, а не з Еовін (привалів за участі Еовін у книзі також немає). Еомер відвозить спершу тіло короля у Мінас-Тіріт, а потім знаходить сестру.
У книзі Ґолум не викидав хліб гобітів, а тому Фродо не проганяв Сема. До тунелю павучихи Шелоб вони йшли разом. Це було у другій книзі, хоча й показане у третьому фільмі, як і шлях повз Мінас Морґул. Після того, як Сем вирішує, що Фродо помер, він забирає Перстень і одягає, щоб стати непомітним для орків. У фільмі він лише тримає його в кишені. У вежі Сем також знаходить місце розташування Фродо, коли чує спів свого друга, а не відразу, як показано у фільмі, йде нагору. Потім гобіти бачать вбивство одним орком іншого, про що не говориться у фільмі. Переодягнені друзі тікають від орків у фільмі інсценізувавши бійку, а у книзі вони вислизають під час зіткнення на перехресті декількох загонів орків.
Під час битви біля Чорної Брами Араґорн не вбиває посланця Саурона, з тим розмовляє Ґандальф і забирає речі Фродо сам. Арагорн також не б'ється з тролем. Троля вбиває Піппін, коли той атакує його друга Береґонда. Потім троль падає на гобіта і той знепритомнює.
Ґолум у книзі сам падає у лаву. Падіння Фродо з ним немає.
У книзі Ґандальф показує Араґорну у горах пагін Білого Дерева і король забирає його у Мінас-Тіріт, а у фільмі Дерево вже виросло біля палацу в місті.
У книзі гобітів проводжають до Ширу друзі (у фільмі дорога назад не показана), Ґандальф залишає їх, коли зустрічає Тома Бомбадила, а гобіти сміються з Барлі у Брі, коли той питає про Блукача, не знаючи, що він тепер король. При поверненні у Шир все добре, а у книзі він у занепаді через владу Сарумана. Тому гобіти збираються і починають війну з людьми-південцями.
У фільмі немає батька і братів Розі Коттон, з якою одружився Сем. Після занепаду Ширу він також використовує подаровану землю з Лотрієну, щоб відновити флору. У фільмі ж Ґаладріель дарує гобіту лише мотузку.
Коли Фродо пливе до Валінору (про який Ґандальф розповідає Піппіну не у Мінас-Тіріті, як у фільмі, а біля Брами Мордора), то підіймає Світильник Ґаладріелі та той сяє на прощання Сему в темряві ночі. У фільмі ж корабель відпливає, коли ще тільки сідає сонце і саме воно світить як фон корабля.

## Створення
Компанією Miramax спершу планувалось відзняти фільм «Повернення короля» другим з двох фільмів за термін з січня 1997 року по серпень 1998 року. Проте знімання відбувалось з 11 жовтня 1999 року по 22 грудня 2000 року, а також тривало шість тижнів у 2003 році і закінчилось 27 червня. Багато сцен, останніх за сценарієм, були відзняті першими. 2004 року останньою відзнято сцена з черепами у Дімголті. Пітер Джексон назвав роботу над цією частиною найскладнішою, тому що у ній була розв'язка усієї трилогії. У фільм увійшли деякі сцени, які не увійшли у другу стрічку. З остаточної версії картини вирізано 270 хвилин, редагування завершилось тритижневою роботою над останніми 45 хвилинами фільму.
Створенням Середзем'я, як і у попередніх фільмах Братерство Персня і Дві вежі, займалися ілюстратори творів Толкіна Алан Лі та Джон Хоу, представники Weta Workshop і Департаменту мистецтв Річард Тейлор, Грант Мейор і Ден Хенна. Ними створено зброю, обладунки, мініатюри, істоти та будівлі.
Деякі сцени знімали знову вже після завершення знімань цих епізодів, так, наприклад, були перезняті сцени коронації Араґорна, смерті Теодена та битви у Мордорі. Під час процесу створення стрічки також додавались нові персонажі. Так був доданий командувач орків Ґотмоґ, який мав бути протилежністю образам армії Урук-хай. Дизайн костюму Короля-привида з Анґмару був кардинально змінений, а замість булави він отримав кистень.

### Будівлі

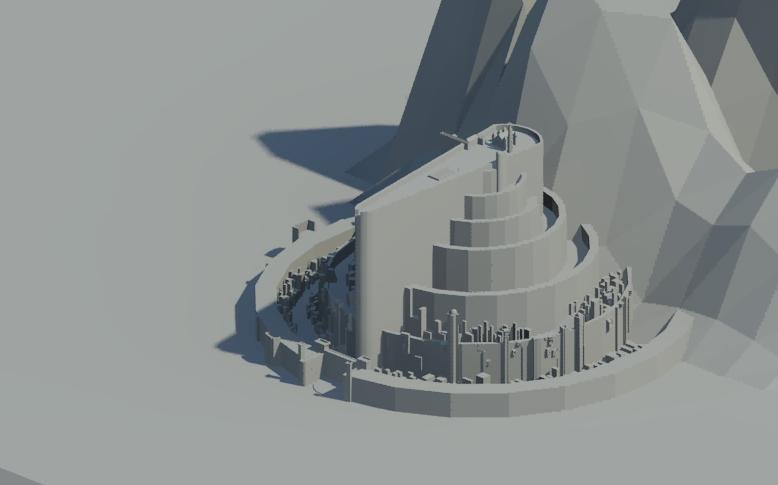
Мінас-Тіріт у фільмі

Мінас-Тіріт побудували біля Веллінгтону, коло копальні Dry Creek. У створенні міста використано елементи Горнбурґу, такі як частини вулиць та брама. Новим рухливим елементом стала брама заввишки 8 метрів, у якої були зламаний та цілий варіанти. На брамі використано гравірування баптистерію собору Сан Джованні у Флоренції, Італія. На вулицях використано геральдичні мотиви міста Сієни. Цитадель створено на студії Stone Street і відзнято методом посиленої перспективи. Біле Дерево зроблене Браяном Мессі та Зеленим Відділом зі справжніх галузок і полістиролу, за основу була узята ліванська олива. Інтер'єр палацу запозичено з капели Карла Великого. Трон і скульптури королів зроблені з каменю та полістиролу. Обладунки створено на основі нуменорських, які показані у пролозі фільму, з мотивом крил морських птахів. Н'їла Діксон взяла за основу при їх створенні середньовічні традиції срібного і чорного кольорів, які панували у Середземномор'ї. Були зроблені макети Мінас-Тіріту у масштабі 1:72 (7 метрів висотою і 6,5 м у діаметрі) і 1:14.
Мінас Морґул і дорога до нього знімалися методом посиленої перспективи, а також за допомогою синього екрана. Дж. Гоу спроєктував вежу ніби її дійсно будували ґондорці, а потім обробили орки. Р. Тейлор робив Кіріт Унґол на основі малюнків Толкіна, але зробив більше рівнів і складнішу структуру. Саму ж павучиху Шелоб створили у 1999 році.
На створенні Проклятої Армії Мертвих позначився вплив культури кельтів. Прототипом їх міста стало місто Петра. Воїни-гарадріми створені на основі африканських цивілізацій. Обладунки гарадрімів з бамбука запозичено з культури Кірибаті, а використання ними дорогоцінностей — з культури ацтеків. У створенні Сірих Гаваней та піратської культури Умбару використано малюнки Джозефа Тернера.

### Візуальні спецефекти
Фільм «Володар Перснів: Повернення короля» містить 1 488 спеціальних ефектів, що утричі більше ніж у першому фільмі і удвічі більше ніж у другому. Роботу над ними Алан Лі та Марк Льюїс почали у листопаді 2002 року. Гарі Горсфілд створив комп'ютерну версію Барад-Дуру. Крістіан Ріверс з Weta Digital зробив 200 000 комп'ютерних воїнів для битви на Пеленорських полях. Спершу їх число планувалось як 50 000. Кількість дублів зросла з 60 до 250. Знімання проходили 2 місяці по 20 дублів на день (100 на тиждень). Для битви згенеровано 450 коней.
Макет павучихи Шелоб відсканований десять разів у Канаді. Для сцени, де Сем б'є її ногами, актор Шон Астін бив ногами землю. Сцени, де Ґолум заволодіває Перснем і потім Перстень плавиться у магмі, повністю намальовані. Пол Норелл (Король мертвих) був загримований, але риси черепа йому надано за допомогою комп'ютера. Рот посланця Саурона розтягнуто на 200 %.
Окрім комп'ютерних спецефектів використовувались і звичайні. Денетор виштовхує зі склепу дублера Бойда, карлика Фона, який падає на лежачого актора і той показує у камеру своє обличчя. Вогонь у сцені спалення був лише віддзеркаленням вогню на склі. Для сцени лавини черепів у Дунгарроу виготовлено 80 000 мініатюрних черепів.

### Музичний супровід
Як і у попередніх частинах музику написав Говард Шор. На день він створював по 7 хвилин. Актори також долучились до створення саундтреків, адже Вігго Мортенсен (Араґорн) співав під час коронації, Біллі Бойд (Переґрін Тук) — під час обіду Денетора і атаки на Осґіліат Фарамира, а Лів Тайлер (Арвен) — під час лікування Араґорном Еовін. У фільмі також використані співи Рене Флемінґ, Бена Дель Маестро, Джеймса Гелвея і Енні Леннокс, чия пісня «На Захід» присвячену приятелю Джексона, молодому кінематографісту Камерону Дункану, який помер від раку.
Гарчання павучихи Шелоб основане на гарчанні тасманійського диявола, а мумакіла — на початку і кінці гарчання лева. Звук знищення вежі Саурона із всевидячим оком згенерований з криків людей, віслюка, дзвону битого скла і запису руйнування башт-близнюків. Звук падіння каменів записано під час кидання 2-тонних кам'яних блоків вантажними кранами. Монтаж звукового супроводу тривав з 15 серпня по 15 листопада.

## Нагороди

### Оскар
- Найкращий фільм
- Найкращий режисер — Пітер Джексон
- Найкращий адаптований сценарій
- Найкращі декорації
- Найкращі костюми
- Найкращий звук
- Найкращий монтаж
- Найкращі візуальні ефекти
- Найкращий грим
- Найкраща пісня — «На Захід» у виконанні Енні Леннокс
- Найкращий оригінальний саундтрек

### Золотий глобус
- Найкращий фільм
- Найкращий режисер
- Найкраща пісня
- Найкращий саундтрек

### MTV Movie Awards
- Найкращий фільм
- Найкраща екшн-сцена[3]

### Премія Британської академії кіномистецтва
- Найкращий фільм
- Найкращий адаптований сценарій
- Найкраща робота оператора
- Найкращі візуальні ефекти
- Приз глядацьких симпатій

### Премія Греммі
- Найкращий альбом саундтреків для кінофільмів, телефільмів чи інших візуальних медіа — Говард Шор і Джон Курландер

### Saturn Awards
- Найкращий фільм у жанрі фентезі
- Найкращий актор — Елайджа Вуд і Вігго Мортенсен
- Найкращий актор другого плану — Шон Астін, Іен МакКеллен і Енді Серкіс
- Найкраща акторка другого плану — Міранда Отто
- Найкращий режисер — Пітер Джексон
- Найкращий сценарій — Пітер Джексон, Френ Уелш і Філіппа Боєнс
- Найкращий музичний супровід — Говард Шор
- Найкращий дизайн костюмів — Н'їла Діксон і Річард Тейлор
- Найкращий грим — Річард Тейлор і Пітер Кінг
- Найкращі візуальні ефекти — Джим Райджіл, Джо Леттері, Рендел Вільям Кук і Алекс Функе
- Найкраще спеціальне видання — Режисерська версія (доповнене видання)

### New York Film Critics Circle
- Найкраща картина

### Премія Г'юґо
- Найзаслуженіший фільм у жанрі фентезі в історії кіно

## Цікаві факти
- Прототипом тіла павучихи Шелоб було тіло тунельного павука (лат. Porrhothele antipodiana), а голову із запропонованих моделей обрали діти режисера Пітера Джексона, бо він сам страждає на арахнофобію (страх перед павуками).
- Сцену, де Сем несе Фродо на гору Ородруїн знімали дві години.
- Спершу хотіли відзняти як Фродо зіштовхує Ґолума у горнило Вогняної гори, але тоді б виходило, що він його вбив, а тому це замінили боротьбою, де обидва падають униз.
- Доньку Сема (Шон Астін) Еланор грала дочка актора Александра Астін.
- Сцена Битви біля Брами Мораннон у Мордорі знімалась у пустелі Рангіпо. Під час знімання військові шукали міни, які могли трапитись і завадити зйомкам чи становити загрозу знімальній групі.
- Композитор Говард Шор зіграв одного з рогіррімів на святі в Едорасі.
- Останніми були зняті сцени, коли Фродо дописує книгу, і коли Араґорн тікає з-під лавини черепів у печері.
- Сцену з реакцією Ґолума на повідомлення Фродо про те, що він збирається знищити Перстень Всевладдя, знімали вдома у Джексона.
- Знищення Персня було намальоване 25 листопада.